# Jean-François Hernandez
Pour l’article homonyme, voir Hernandez.
Jean-François Hernandez, né le 23 avril 1969 à Tours (Indre-et-Loire), est un footballeur français d'origine espagnole. Il évoluait au poste de défenseur central. Ses fils sont également footballeurs, tous deux internationaux français : Lucas né en 1996 qui évolue au Paris Saint-Germain, est champion du monde 2018, tandis que Théo né en 1997, est un joueur de Al-Hilal Football Club.

## Biographie
Formé à Toulouse, Jean-François Hernandez joue principalement en faveur du Toulouse FC et du Rayo Vallecano. Gaucher, il évolue au poste de défenseur central.
Au total, il dispute 177 matchs en Ligue 1 et 62 matchs en Primera División espagnole.
En 2001, il quitte le domicile familial laissant sa femme avec ses deux enfants. Il se remarie avec une vedette de la télévision espagnole, Sonia Moldes.
Deux ans plus tard, il demande la garde définitive de ses fils, cependant, la justice espagnole tranche en faveur de la mère.
Il disparait en 2003, s'installant à Ko Samui, en Thaïlande, sans laisser d'adresse. Il y ouvre une boutique et s'installe définitivement.
Le 12 novembre 2022, une enquête approfondie publiée par France Football révèle qu'il est revenu en France en 2020 et que son ex-femme, Laurence Py, serait responsable de son éloignement avec ses fils, enquête dans laquelle s'exprime Lauris Hernandez, fille de Jean-François Hernandez et demi-sœur de Lucas et Théo ,.

## Style de jeu
Selon Franck Passi, son ancien coéquipier à SD Compostelle, « Jeff, c'était un grand défenseur avec un énorme jeu de tête, un super pied gauche, de grandes qualités de footballeur. Il n'a peut-être pas eu une carrière à la hauteur de ses qualités. »
Son entraîneur à Sochaux, Silvester Takač, estime que Jean-François Hernandez était « très technique pour un stoppeur » et doté d'une « sacrée intelligence de jeu ».

## Statistiques
| Saison                | Club                   | Championnat           | Championnat | Championnat | Coupe(s) nationale(s) | Coupe(s) nationale(s) | Total | Total |
| Saison                | Club                   | Division              | M.          | B.          | M.                    | B.                    | M.    | B.    |
| 1989-1990             | Toulouse FC            | Division 1            | 21          | 0           | -                     | -                     | 21    | 0     |
| 1990-1991             | Toulouse FC            | Division 1            | 32          | 0           | 4                     | 2                     | 36    | 2     |
| 1991-1992             | Toulouse FC            | Division 1            | 33          | 1           | 2                     | 0                     | 35    | 1     |
| 1992-1993             | Toulouse FC            | Division 1            | 31          | 1           | 4                     | 0                     | 35    | 1     |
| 1993-1994             | Toulouse FC            | Division 1            | 31          | 1           | 2                     | 1                     | 33    | 2     |
| Sous-total            | Sous-total             | Sous-total            | 148         | 3           | 12                    | 3                     | 160   | 6     |
| 1994-1995             | FC Sochaux             | Division 1            | 29          | 0           | 1                     | 0                     | 30    | 0     |
| Sous-total            | Sous-total             | Sous-total            | 29          | 0           | 1                     | 0                     | 30    | 0     |
| 1995-1996             | Olympique de Marseille | Division 2            | 31          | 1           | 7                     | 1                     | 38    | 2     |
| 1996-1997             | Olympique de Marseille | Division 1            | -           | -           | -                     | -                     | 0     | 0     |
| 1997-1998             | Olympique de Marseille | Division 1            | -           | -           | -                     | -                     | 0     | 0     |
| Sous-total            | Sous-total             | Sous-total            | 31          | 1           | 7                     | 1                     | 38    | 2     |
| 1998                  | SD Compostelle         | Liga                  | 14          | 1           | -                     | -                     | 14    | 1     |
| Sous-total            | Sous-total             | Sous-total            | 14          | 1           | 0                     | 0                     | 14    | 1     |
| 1998-1999             | Rayo Vallecano         | Segunda División (es) | 33          | 3           | 1                     | 0                     | 34    | 3     |
| 1999-2000             | Rayo Vallecano         | Liga                  | 33          | 4           | -                     | -                     | 33    | 4     |
| Sous-total            | Sous-total             | Sous-total            | 66          | 7           | 1                     | 0                     | 67    | 7     |
| 2000-2001             | Atlético Madrid        | Segunda División (es) | 14          | 0           | 2                     | 0                     | 16    | 0     |
| Sous-total            | Sous-total             | Sous-total            | 14          | 0           | 2                     | 0                     | 16    | 0     |
| 2001-2002             | Rayo Vallecano         | Liga                  | 15          | 2           | -                     | -                     | 15    | 2     |
| Sous-total            | Sous-total             | Sous-total            | 15          | 2           | 0                     | 0                     | 15    | 2     |
| Total sur la carrière | Total sur la carrière  | Total sur la carrière | 317         | 14          | 23                    | 4                     | 340   | 18    |